# Jerzy Klaman
Jerzy Klaman (ur. 19 kwietnia 1922 w Ostrowie Wielkopolskim, zm. 5 lutego 1986 w Łodzi) – prawnik, krajoznawca, turysta, działacz turystyczny Polskiego Towarzystwa Turystyczno-Krajoznawczego (PTTK), przewodnik turystyczny.

## Wykształcenie i praca zawodowa
Absolwent Wydziału Prawa Uniwersytetu Łódzkiego. Pracował jako prawnik, ale pasją jego życia była turystyka i krajoznawstwo. W II połowie lat 50. XX w. związał się zawodowo z turystyką – pracował przez kilka lat jako kierownik biura Zarządu Okręgu PTTK w Łodzi.

## Działalność społeczna w PTTK
W 1952 został członkiem PTTK. Początkowo uprawiał turystykę pieszą i w tej dyscyplinie działał w Łódzkim Oddziale PTTK. W latach 1953–1955 był członkiem, a w latach 1955–1960 wiceprzewodniczącym Oddziałowej Komisji Turystyki Pieszej. Uprawnienia przodownika Turystyki Pieszej TP uzyskał w 1955, tytuł Honorowego Przodownika TP w 1973. Drugą jego pasją była turystyka kolarska. W 1956 założył w Łódzkim Oddziale PTTK pierwszy w Polsce Klub Kolarzy PTTK. W latach 1958–1964 był prezesem Komisji Turystyki Kolarskiej Łódzkiego Oddziału PTTK i organizował rocznie kilkanaście wycieczek i rajdów rowerowych.
W latach 1973–1986 był członkiem redakcji „Biuletynu PTTK w Łodzi” (istnieje do dziś, obecnie to Kwartalnik Krajoznawczy Regionalnej Pracowni Krajoznawczej PTTK w Łodzi „Wędrownik”, w 2009 ukazał się jego 400. numer) i autorem wielu ciekawych artykułów krajoznawczych. Pod kryptonimem „Jolka” prowadził przez wiele lat kronikę najważniejszych dokonań turystycznych na łamach „Biuletynu”. Publikował materiały krajoznawcze o regionie łódzkim również na łamach czasopism krajoznawczych: „Gościniec”, „Światowid”, „IMT Światowid”, „Poznaj swój kraj”, „Ziemia” i łódzkiej gazety codziennej „Głos Robotniczy”.
Opracowywał i publikował biogramy najstarszych przewodników łódzkich.    
Był Przodownikiem Turystyki Kolarskiej, posiadaczem Dużej Złotej Odznaki Turystyki Kolarskiej KOT. W latach 1962–1977 był członkiem Komisji Turystyki Kolarskiej Zarządu Głównego PTTK i redaktorem wydawanego przez tę komisję „Informatora”. Był organizatorem kursów na uprawnienia Przodownika Turystyki Kolarskiej. Jako trzeci w Polsce otrzymał uprawnienia Instruktora Turystyki Kolarskiej.
Przewodnik po m. Łodzi i województwie łódzkim oraz Mazowszu, Wielkopolsce i Kujawach. Uprawnienia zdobył w roku 1960 a na krótko przed śmiercią otrzymał tytuł Honorowego Przewodnika PTTK. Organizator kursów przewodnickich w Łodzi dla przewodników po Łodzi i województwie łódzkim.

## Odznaczenia i wyróżnienia
- Honorowa Odznaka Miasta Łodzi,
- Złota Honorowa Odznaka PTTK,
- Złota Odznaka „Zasłużony Działacz Turystyki”,
- Odznaka „Za Zasługi dla Kolarstwa Polskiego”,
- Medal 100-lecia Turystyki i inne.

Zmarł w dniu 5 lutego 1986 w Łodzi. Spoczywa na cmentarzu katolickim „Doły” w Łodzi w kwaterze 41/4/6.